# Trevor Brooking
Sir Trevor David Brooking (* 2. Oktober 1948 in Barking) ist ein ehemaliger englischer Fußballspieler und -trainer. Er absolvierte zwischen 1974 und 1982 47 Länderspiele für die englische Fußballnationalmannschaft und war zwischen 1967 und 1984 langjährig für West Ham United aktiv.

## Sportlicher Werdegang
Brooking wurde als Sohn eines Polizeibeamten in Barking, einem Stadtteil im Londoner Bezirk London Borough of Barking and Dagenham, geboren. Ungewöhnlich für einen aufstrebenden Spieler seines Talents, legte Brooking früh großen Wert auf die stetige Weiterentwicklung seiner Ausbildung und erhielt dabei akademische Auszeichnungen in Form von elf O-Levels und zwei A-Levels.
Als Brooking im Jahr 1965 als Nachwuchsspieler bei West Ham United aufgenommen wurde, verfolgte er dann auch weiterhin parallel seine Ausbildung. Zwei Jahre später debütierte der mit beiden Füßen gleich starke Brooking beim 3:3 gegen den FC Burnley und etablierte sich fortan als Mittelfeldspieler. Seine Spielweise zeichnete sich durch einen hohen Grad an Fairness aus und drückte sich in einer nur geringen Anzahl von Foulspielen aus. Sein sehr technisch und strategisch orientierter Stil, mit dem eine verhältnismäßig geringe Laufbereitschaft (wie auch bei Günter Netzer zu beobachten war) einherging, teilte dabei die öffentliche Wahrnehmung in Kritik an seiner vermeintlich fehlenden Kampfbereitschaft und Anerkennung der fußballerischen Fähigkeiten.
Nachdem er am 3. April 1974 gegen Portugal seinen ersten Einsatz für die englische Fußballnationalmannschaft hatte, gewann er mit West Ham nur ein Jahr später mit dem FA Cup seinen ersten Titel, als im Finale der FC Fulham mit 2:0 besiegt werden konnte. In der Folgezeit konnte der positive Vereinstrend jedoch nicht bestätigt werden, und Brooking spielte mit West Ham stets um den Klassenerhalt.
Als West Ham im Jahr 1978 aus der ersten englischen Liga abstieg, hielt Brooking dem Verein weiterhin die Treue und nach dem überraschenden 1:0-Finalsieg im FA Cup gegen den FC Arsenal, in dem Brooking den entscheidenden Treffer schoss, kehrte das Team 1981 zudem in die oberste Spielklasse zurück. Zuvor kam Brooking während der EM 1980 in Italien zu seinem ersten Einsatz bei einem großen Turnier.
In den restlichen Jahren der aktiven Karriere Brookings etablierte sich West Ham in der ersten Liga wieder. Nachdem er dann bei der WM 1982 in Spanien aufgrund einer Verletzung nur zu einem weiteren, und letzten, Turniereinsatz kam, beendete er zwei Jahre später seine aktive Laufbahn als Fußballspieler.
Brooking verfolgte im Anschluss zwei berufliche Standbeine. Zum einen wurde er von der BBC als Experte für Radio- und Fernsehsendungen (unter anderem: Match of the day) verpflichtet. Darüber hinaus startete Brooking eine Karriere als Sportfunktionär. In den Jahren zwischen 1987 und 1997 war er Vorsitzender des Eastern Region Council for Sport and Recreation und ab 1999 bis 2002 leitete er die Organisation Sport England.
Als im April 2003 der damals bei West Ham aktive Trainer Glenn Roeder an einem Gehirntumor erkrankte, übernahm Brooking die sportliche Leitung als Interimstrainer. Er konnte trotz einer hohen Punktezahl den Klassenerhalt in der ersten Liga nicht sicherstellen, kehrte jedoch nach den ersten drei Spielen der darauffolgenden Saison als vorübergehender Trainer zurück, nachdem Roeder endgültig den Verein verlassen musste. Nach einem erfolgreichen Monat wurde er von Alan Pardew abgelöst. Brooking übernahm daraufhin ab Dezember 2003 die Leitung des Bereichs Fußballentwicklung in der FA.
Brooking wurde mit dem Order of the British Empire als CBE ausgezeichnet und im Jahr 2004 zum Ritter geschlagen. Er lebt heute, wie auch während seiner Zeit als aktiver Fußballer, in Essex.

## Erfolge
- FA-Cup-Sieger: 1975, 1980